# You Are So Beautiful
"You Are So Beautiful" (no Brasil: Você é Tão Bonita) é uma canção composta por Dennis Wilson, Bruce Fisher e Billy Preston. Foi gravada primeiramente por Preston e  tornou-se notável na voz do cantor britânico Joe Cocker .